# قار کوچک
اگرت کوچک، قار کوچک یا حواصیل کوچک (نام علمی: Egretta garzetta) نام یک گونه از سرده قار است. این حواصیل دارای جثه‌ای کوچک است و رنگی سفید دارد. همتای این پرندهٔ ساکن بر قدیم حواصیلی به نام قار برفی است که در جهان جدید زندگی می‌کند.

## زیرگونه‌ها
- Egretta garzetta garzetta
- Egretta garzetta nigripes
- Egretta garzetta immaculata